# Apartaderos (Cojedes)
Apartaderos – miasto w Wenezueli, w stanie Cojedes, w gminie Anzoátegui.
Według danych szacunkowych na rok 2011 liczyło 8 043 mieszkańców..